# كورنيا ديل تيري
بلدية كورنيا ديل تيري (بالإسبانية: Cornellá del Terri) هي بلدية تقع في مقاطعة جرندة التابعة لمنطقة كتالونيا شمال شرق إسبانيا.

## الديموغرافيا
بلغ عدد سكان بلدية كورنيا ديل تيري 2.233 نسمة عام 2011 (وفقاً للمعهد الوطني الإسباني للإحصاء).
| 1.806 | 1.889 | 1.918 | 2.017 | 2.106 | 2.176 | 2.233 |

## أعلام
- مارك روفيرولا